# ترافيس شو
ترافيس شو (بالإنجليزية: Travis Shaw) هو لاعب محترف لكرة القاعدة ‏ أمريكي، ولد في 16 أبريل 1990 في واشنطن كورت هاوس في الولايات المتحدة.

## وصلات خارجية
- ترافيس شو على موقع دوري كرة القاعدة الرئيسي (الإنجليزية)
- ترافيس شو على موقعبيزبول رفرنس.كوم (الدوري الرئيسي) (الإنجليزية)
- ترافيس شو على موقعبيزبول رفرنس.كوم (الدوري الثانوي) (الإنجليزية)
- ترافيس شو على موقع إي إس بي إن.كوم (أم.أل.بي) (الإنجليزية)
- ترافيس شو على موقع مشجعي الرسوم البيانية (الإنجليزية)